# Тёмный варан
Тёмный варан (лат. Varanus glebopalma) — вид ящериц из семейства варанов.
Видовое название этого варана — «glebopalma» — происходит от блестящих темных подушечек на нижней стороне лап. Английское название «Twilight goanna» (буквально — «сумеречный варан») дано из-за его привычки искать пищу после заката, что является уникальной особенностью поведения для варанов. Хотя есть сведения о других видах варанов (например, Varanus komodoensis и Varanus salvator), иногда проявляющих активность ночью, ни один вид, похоже, регулярно не активен в течение темного времени суток. Тёмный варан не является исключительно сумеречным и может быть замечен в течение дня.

## Описание

### Внешний вид
Тёмный варан достигает общей длины около 100 см. Длина хвоста составляет 179—246 % длины тела от кончика морды до клоаки.
Окраска и характер рисунка сильно варьируют, по-видимому, в зависимости от среды обитания. Верхняя сторона чёрная с бежевым сетчатым рисунком по бокам или небольшими светлыми глазками с чёрными центральным пятном в середине. Верхняя сторона головы и конечностей чёрные с мелкими пятнами бежевого или кремового цвета, которые сливаются вместе. Они формируют крупные пятна на конечностях. Передняя половина хвоста сверху обычно чёрного цвета, задняя половина кремово-жёлтая. Горло белое с розовато-бежевым сетчатым рисунком, который переходит на боковые стороны. На губах и нижней челюсти он переходит в темные полосы. Грудная область и брюхо белые, с неясными поперечными полосами светлого красновато-коричневого цвета. Хвост и конечности снизу кремово-жёлтые. Тёмный варан отличается от длиннохвостого скального варана (Varanus glauerti) отсутствием ярких полос на хвосте, хотя у очень молодых экземпляров Varanus gleboplama хвост может быть полностью полосатым.
На подошвах имеются круглые, блестящие, тёмно-коричневые чешуйчатые подушечки. Эти подушечки, вероятно, помогают варану при передвижении по скалам, так как они повышают сцепление. Похожая, но не настолько выраженная чешуя имеется на ногах у представителей группы видов Varanus prasinus. У них она также служит для лучшего сцепления с поверхностью, когда животные передвигаются по ветвям. Чешуя на большей части тела мелкая, неправильная и гладкая. Ноздри открываются вбок, расположены ближе к концу морды, чем к глазу. Вокруг середины тела расположены 130—170 рядов чешуй. Хвост более или менее круглый в поперечном сечении, без признаков киля на верхней стороне. В задней части он несколько сжат. Чешуя хвоста гладкая или имеет небольшие рёбрышки.

### Распространение
Обитает в тропических районах севера Австралии. Ареал вида простирается от района Кимберли в Западной Австралии на запад через часть Северной территории до западного Квинсленда на востоке. Населяет также острова вблизи северного побережья. Отсутствует на полуострове Кейп-Йорк.

### Образ жизни
Тёмные вараны населяют скальные местообитания и в больших количествах могут быть найдены на небольшой территории. В качестве убежищ используют щели и пещеры в скалах, также встречаются под большими валунами. Этот вид довольно пуглив и ведет скрытный образ жизни. Он распространен во многих областях, но встречается редко.

### Питание
Тёмные вараны питаются главным образом ящерицами (чешуеногами, сцинками, агамами и более мелкими варанами, включая Varanus glauerti), лягушками и другими мелкими позвоночными. Также поедают прямокрылых насекомых, пауков и многоножек. Вероятно, этот варан может питаться в значительной степени другими ящерицами. Это было подтверждено анализом содержимого желудков музейных экземпляров и наблюдениями за варанами, охотившимися на водяных агам (Lophognathus gilberti).

### Размножение
Размножение, вероятно, происходит в конце сухого сезона и начале влажного сезона (октябрь-январь). Самки откладывают, по меньшей мере, 5 яиц.